# Svinná
Svinná (in tedesco Schweinau, in ungherese Bercsény) è un comune della Slovacchia facente parte del distretto di Trenčín, nella regione omonima.
È citata per la prima volta in un documento storico nel 1439 con il nome Zwynna.